# Le Phare (album)
Pour les articles homonymes, voir Le Phare.
Albums de Yann Tiersen
Rue des cascades
(1996) Tout est calme
(1999)
Le Phare est le troisième album de Yann Tiersen. Cet album est conçu sur l'île d'Ouessant.

## Liste des chansons
1. Le Quartier - 2:01
2. La Rupture - 2:49
3. Monochrome - 3:16
4. La Dispute - 4:14
5. L'Arrivée sur l'île - 1:03
6. La Noyée - 2:23
7. Le Fromveur - 1:20
8. L'Homme aux bras ballants - 5:05
9. Sur le fil - 7:28
10. Les Jours heureux - 2:10
11. La Crise - 1:37
12. Les Bras de mer - 3:10
13. La Chute - 5:48
14. L'Effondrement - 1:32

Paroles et musiques Yann Tiersen, exceptées sur Les Bras de mer, paroles et musiques de Dominique A.

## Musiciens
- Claire Pichet : voix sur La Rupture
- Sacha Toorop : percussions et batterie sur Le Quartier, La Rupture, Monochrome et Les Bras de mer
- Dominique A : voix sur Monochrome et Les Bras de mer
- Yann Tiersen : tous les autres instruments